# Trapezites phigalia
Trapezites phigalia é uma espécie de borboleta da família Hesperiidae.